# برانكو ستانكوفتش
برانكو ستانكوفتش (مواليد 31 أكتوبر 1921) هو لاعب كرة قدم. يلعب مع منتخب يوغوسلافيا لكرة القدم. سبق له أن لعب في كأس العالم لكرة القدم مع منتخب بلاده.

## روابط خارجية
- برانكو ستانكوفتش على موقع الاتحاد الدولي (مؤرشف)  (الإنجليزية)
- برانكو ستانكوفتش على موقع قاعدة بيانات كرة القدم.إي يو (الإنجليزية)
- برانكو ستانكوفتش على موقع ناشيونال فوتبول تيمز (الإنجليزية)
- برانكو ستانكوفتش على موقع عالم كرة القدم.نت (الإنجليزية)
- برانكو ستانكوفتش على موقع أوليمبيديا (الإنجليزية)